# Јесењик
Јесењик (чеш. Jeseník) град је у Чешкој Републици, у оквиру историјског подручја Кнежевине Нисе. Сада је то град у самоуправном Оломоуцком крају. Јесењик је седиште истоименог округа Јесењик.
Поред Јесењика налази се истоимена бања, једна од познатијих у држави.

## Географија
Јесењик се налази у источном делу Чешке републике. Град је лежи 240 км источно од главног града Прага и 69,5 км северно од крајског седишта, града Оломоуца.
Град Јесењик је смештен у чешком делу Шлезије, на подручју раније Кнежевине Нисе које је данас већим делом у суседној Пољској. Град је смештен на реци Кладска Ниса, у северном делу Чешке висије, на приближно 430 м надморске висине. Око града се издижу планине Крконоше, посебно планина Јесењики.

## Историја
Подручје Јесењика било је насељено још у доба праисторије. Насеље се под данашњим називом први пут у писаним документима спомиње у 1267. године као словенско насеље, а 1326. је стекло градска права. Град је био вековима рударско средиште, где је доминирало немачко становништво.
1919. године град Јесењик је заједно са остатком чешке Шлезије постао део новоосноване Чехословачке. Ово је веома тешко прихватило локално немачко становништво, које је чинило убедљиву већину у граду (преко 95% по попису из 1910. године), па је у граду веома брзо прихваћен нацистички покрет. 1938. године Јесењик, као насеље са немачком већином, у склопу Судетских области отцепљено је од Чехословачке и припојено Трећем рајху. После Другог светског рата локални Немци су присилно исељени у Немачку.
У време комунизма град је нагло индустријализован, па је дошло до наглог повећања становништва. После осамостаљења Чешке дошло је до опадања активности тешке индустрије.

## Становништво
Јесењик данас има око 12.000 становника и последњих година број становника у граду лагано опада. Поред Чеха у граду живе и Роми.

## Партнерски градови
- Глухолази
- Бојњице
- Ниса

## Галерија
- Јесењик и околина
- Градски замак
- Бања до града
- Priessnitz хотел у бањи